# Жаксылыков, Тимур Мекешевич
Тимур Мекешевич Жаксылыков (род. 17 сентября 1968, пос. Белоусовка, Глубоковский район, Восточно-Казахстанская область) — казахстанский государственный деятель, дипломат.

## Биография
В 1993 году окончил МГУ им. М. В. Ломоносова по специальности история, затем магистратуру Страсбургского института политических исследований (Франция) и в 2003 году окончил Казахский институт экономики и финансов по специальности экономика.
В 1985—1987 годах работал рабочим в Иртышской геологоразведочной экспедиции.
В 1993—1996 годах — исполнительный ректор Семипалатинского института бизнеса и предпринимательства.
В 1997—1998 годах — главный специалист, начальником отдела Агентства Республики Казахстан по стратегическому планированию и реформам.
В 1998—1999 годах — заведующий сектором Центра анализа и стратегических исследований Администрации Президента Республики Казахстан.
В 1999—2002 годах — заведующий сектором Аналитического Центра Совета безопасности Республики Казахстан.
В 2002—2003 годах — заместитель руководителя Центра системных исследований Администрации Президента Республики Казахстан.
В 2003—2004 годах — директор Департамента по вступлению во Всемирную торговую организацию Министерства индустрии и торговли Республики Казахстан.
В 2004—2005 годах — руководитель группы представителей Министерства индустрии и торговли Республики Казахстан по вопросам Всемирной торговой организации в городе Женеве.
В 2005 году — первый секретарь постоянного представительства Республики Казахстан в Швейцарской Конфедерации Министерства иностранных дел Республики Казахстан.
В 2005—2006 годах — управляющий директор АО «Центр маркетингово-аналитических исследований» г. Алматы.
В 2006 году — генеральный директор РГП «Институт экономических исследований» Министерства экономики и бюджетного планирования Республики Казахстан.
В 2006—2007 годах — директор ГКП «Центр устойчивого развития столицы» аппарата Акима города Астаны.
В 2007 году — директор ТОО «Центр устойчивого развития столицы».
В 2007—2008 годах — временно исполняющий обязанности директора, директор Департамента экономики и бюджетного планирования города Астаны.
В 2008—2009 годах — заместитель акима города Астаны.
В 2009—2010 годах — вице-министр индустрии и торговли Республики Казахстан.
В 2012—2014 годах — вице-министр экономического развития и торговли Республики Казахстан.
В 2014—2017 годах — заместитель Министра национальной экономики Республики Казахстан.
В 2017—2021 годах — член Коллегии Евразийской экономической комиссии (ЕЭК) по экономике и финансовой политике.
С 21 сентября по ноябрь 2018 года — помощник Президента Республики Казахстан.
С 16 февраля 2021 года по 4 июня 2024 года — первый вице-министр национальной экономики Республики Казахстан..
С 4 июня 2024 года — Чрезвычайный и Полномочный Посол Республики Казахстан в Республике Беларусь, Постоянный представитель при Уставных органах СНГ по совместительству.

## Награды
- Орден «Курмет»
- Медаль «За вклад в создание Евразийского экономического союза 1 степени (8 мая 2015, Высший совет Евразийского экономического союза)
- Медаль «За вклад в развитие Евразийского экономического союза (29 мая 2019, Высший совет Евразийского экономического союза)[4]
- Орден «Парасат»